# Victory (álbum de Modern Talking)
Victory ("Victoria") es el undécimo álbum de la carrera de Modern Talking y el quinto en ser lanzado al mercado luego de su reunión en 1998. De este álbum se estrenaron dos sencillos, Ready For The Victory (Listos para la victoria), y Juliet (Julieta).

## Créditos
- Música: Dieter Bohlen, excepto tema 10 por Thomas Anders
- Letra: Dieter Bohlen, excepto tema 10 por Thomas Anders
- Arreglos: Axel Breitung (1, 7 y 9); Thorsten Brötzmann (2, 4, 12, 13 y 15); Lalo Titenkov (8, 10, 11 y 14); Kay M. Nickold (5); Werner becker (3 y 6)
- Producción: Dieter Bohlen
- Coproducción: Axel Breitung (1, 7 y 9); Thorsten Brötzmann (2, 4, 12, 13 y 15); Lalo Titenkov (8, 10, 11 y 14); Kay M. Nickold (5); Werner becker (3 y 6)
- Publicación: Warner Chappell/Blue Obsession Music, excepto tema 10 por Thomas Anders Music/Sony ATV Music Publishing (Germany)
- Distribución: BMG
- Dirección de Arte: Ronald Reinsberg
- Fotografías: Manfred Esser y Stephan Pick

## Lista de canciones
| #   | Título                                             | Tiempo |
| --- | -------------------------------------------------- | ------ |
| 1.  | "Ready For The Victory" (Dieter Bohlen)            | 3:31   |
| 2.  | "I'm Gonna Be Strong" (Dieter Bohlen)              | 3:30   |
| 3.  | "Don't Make Me Blue" (Dieter Bohlen)               | 3:52   |
| 4.  | "Juliet" (Dieter Bohlen)                           | 3:37   |
| 5.  | "Higher Than Heaven" (Dieter Bohlen)               | 3:33   |
| 6.  | "You're Not Lisa" (Dieter Bohlen)                  | 3:05   |
| 7.  | "When The Sky Rained Fire" (Dieter Bohlen)         | 3:41   |
| 8.  | "Summer In December" (Dieter Bohlen)               | 3:36   |
| 9.  | "10 Seconds To Countdown" (Dieter Bohlen)          | 3:20   |
| 10. | "Love To Love You" (Thomas Anders)                 | 3:29   |
| 11. | "Blue Eyed Coloured Girl" (Dieter Bohlen)          | 4:13   |
| 12. | "We Are The Children Of The World" (Dieter Bohlen) | 3:16   |
| 13. | "Mrs. Robota" (Dieter Bohlen)                      | 3:27   |
| 14. | "If I..." (Dieter Bohlen)                          | 4:50   |
| 15. | "Who Will Love You Like I Do" (Dieter Bohlen)      | 4:01   |

## Posicionamiento
| Listas (2002)                | Máxima Posición |
| ---------------------------- | --------------- |
| Alemania albums chart        | 1               |
| Argentina albums chart       | 20              |
| Austria albums chart         | 7               |
| Dinamarca albums chart       | 74              |
| Estonia albums chart         | 1               |
| Europa albums chart          | 9               |
| Grecia albums chart          | 37              |
| Hungría albums chart         | 10              |
| Lituania albums chart        | 1               |
| Polonia albums chart         | 14              |
| República Checa albums chart | 18              |
| Suiza albums chart           | 14              |